# Омурайсу
Омурайсу, ому-райсу (яп. オムライス) — популярное японское блюдо, состоящее из жареного риса, покрытого или завернутого в омлет, и украшенное кетчупом. Его часто готовят и дома, и вне — в закусочных-дайнерах в западном стиле. Он входит в наборы еды для детей в фаст-фудах, окосама-ранти.
Омурайсу — пример японской кухни ёсёку, адаптирующей западные рецепты, появившейся в начале периода Мейдзи после окончания политики самоизоляции Японии. Название блюда является васэй-эйго, оно состоит из слов ому и райсу —  сокращения от английских слов omelette (омлет) и rice (рис).

## История
Омурайсу возник на рубеже XX века в Гиндзе, торговом квартале Токио, в ресторане западного стиля Renga-tei под влиянием тякин-дзуси (вариант суши, завернутый в тонкий омлет).

## Вариации
Обычно омурайсу состоит из тикин-райсу, риса, жаренного на сковороде с кетчупом и цыплёнком, завёрнутого в тонкий лист из жареных яиц. Вместо мяса цыпленка могут использоваться другие виды мяса, поджаренный хотдог и SPAM. В рис могут добавляться различные овощи, говяжий бульон, демиглас, кетчуп, белый соус, соль, перец.
Иногда рис заменяется на лапшу якисоба, и тогда блюдо называется омусоба (ому-соба). В Окинаве готовят омутако, вариант с тако рисом.

## Распространение
Кроме Японии омурайсу распространен в Корее (오므라이스, омыраисы), куда он попал во время японской оккупации, подаётся в кимбап-ресторанах по всей Южной Корее. Омурайсу популярен в Тайване, который также был оккупирован Японией.
В Юго-Восточной Азии (особенно в Малайзии, Индонезии, Сингапуре) существует схожее блюдо под названием наси-горенг.

## Галерея

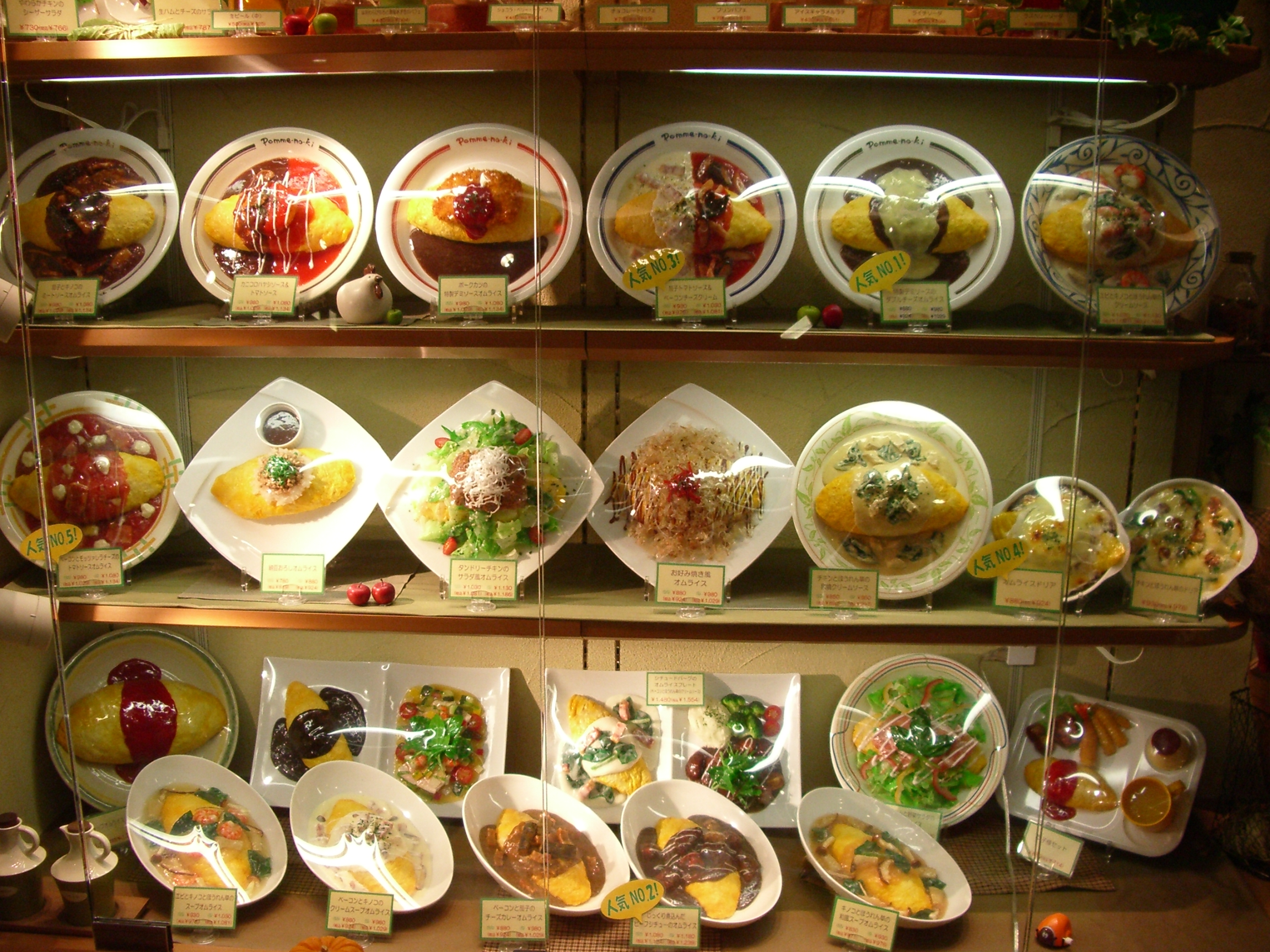
Модели нескольких видов омурайсу
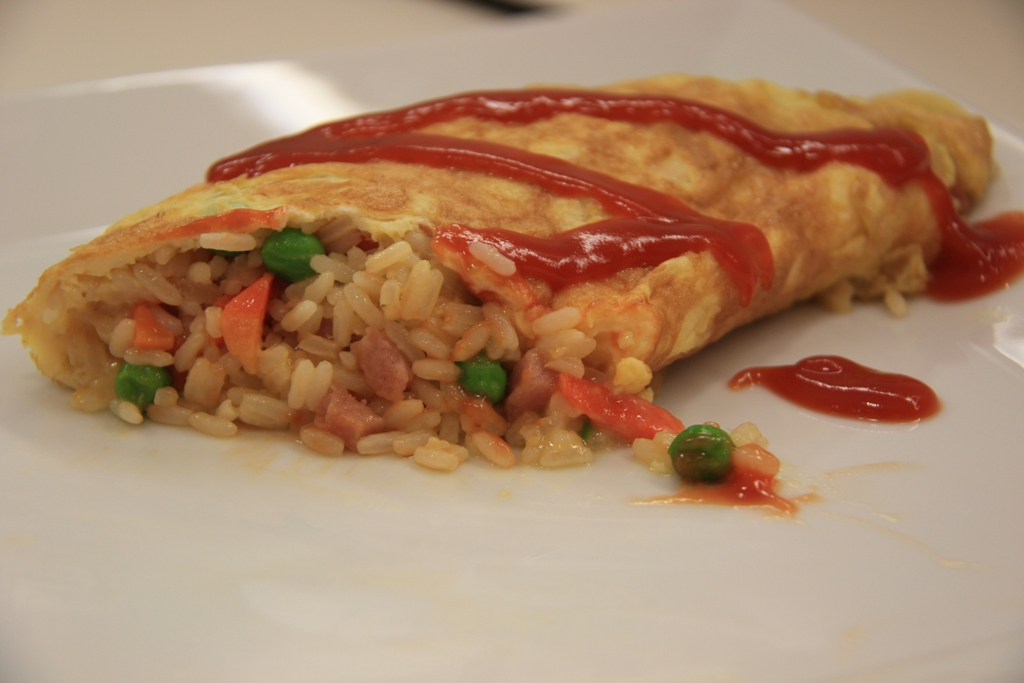
Вид внутри
- Видео приготовления омурайсу